# Píon

Estrutura quark de um píon

Na física de partículas, píon (português brasileiro) ou pião (português europeu) (abreviação de méson pi, denotado pela letra grega pi: 
π
) é uma das três partículas subatômicas: 
π0
, 
π+
 e 
π−
. Cada píon é composto por um quark e um antiquark e é, portanto, um méson. Píons são os mésons leves e são instáveis, sendo que os píons carregados 
π+
 e 
π−
 se deterioram depois de um tempo de vida média de 26 nanossegundos, enquanto o píon 
π0
 neutro deteriora-se em um tempo ainda mais curto. Píons carregados normalmente decaem em múons e neutrinos do múon e píons neutros em raios gama.
A troca de píons virtuais, juntamente com os mésons rho e omega, fornece uma explicação para a forte força residual entre nucleons. Píons não são produzidos em radioatividade, mas são produzidos normalmente em aceleradores de alta energia em colisões entre hádrons. Ele é um campo pseudoescalar. Todos os tipos de píons também são produzidos em processos naturais, quando prótons de alta energia dos raios cósmicos e outros componentes de raios cósmicos hadrônicos interagem com a matéria na atmosfera da Terra. Recentemente, a detecção de raios gama característicos provenientes de decomposição de píons neutros em duas estrelas remanescente de supernovas, o que mostrou que píons são produzidos abundantemente em supernovas, provavelmente em conjunto com a produção de prótons de alta energia que são detectados na Terra, como raios cósmicos.
O conceito de mésons como as partículas portadoras de força nuclear foi proposto pela primeira vez em 1935 por Hideki Yukawa. Enquanto o múon foi proposto pela primeira vez para ser essa partícula após a sua descoberta, em 1936, o trabalho mais tarde descobriu que o múon não participava na  força nuclear forte. Os píons, que acabaram por serem exemplos de mésons propostos por Yukawa, foram descobertos mais tarde: os píons carregados em 1947, e os píons neutros em 1950.

## Desenvolvimento teórico e observação
O píon foi previsto, mas demorou um pouco para ser observado. Os prótons e os nêutrons ficam dentro do núcleo atômico. Se o próton é positivo, como vários deles podem ficar juntos se cargas elétricas de mesmo valor se repelem e cargas opostas se atraem? A única maneira de explicar o núcleo atômico seria através da existência de uma força ainda mais forte do que a repulsão elétrica. Essa força foi chamada de força forte.
Yukawa, na década de 1930, postulou que deveria existir o píon, algo como uma "cola" (uma partícula mediadora da força forte). A troca desses píons, entre os nêutrons e os prótons, seria responsável por mantê-los "grudados" no núcleo atômico. O píon é um primo do próton e do nêutron, feito de um quark (que são partículas ainda menores, na qual fazem parte da estrutura de muitas outras partículas, como por exemplo o famoso próton.) e de um antiquark, que é antimatéria do quark.
Em 1947, os primeiros mésons verdadeiros, os píons carregados, foram encontrados por uma equipe da Universidade de Bristol, no Reino Unido, que teve a participação do físico brasileiro César Lattes, de Cecil Powell e de Giuseppe Occhialini. Tanto Yukawa quanto Powell foram laureados com o prêmio Nobel de física, o primeiro em 1949 e o segundo no ano de 1950.
A contribuição de César Lattes foi fundamental no processo de detecção dos píons. O físico brasileiro aprimorou as técnicas de emulsão nuclear em placas fotográficas que, naquela época, apresentavam problemas que dificultavam sua utilização como método experimental de identificação e caracterização de partículas.

## Possíveis aplicações
O uso de píons na radioterapia médica, como no câncer, foi explorado em diversas instituições de pesquisa, incluindo o Meson Physics Facility do Laboratório Nacional de Los Alamos, que tratou 228 pacientes entre 1974 e 1981 no Novo México, e o Laboratório TRIUMF em Vancouver, British Columbia.

## Visão geral teórica
No entendimento padrão da interação de força forte, conforme definido pela cromodinâmica quântica, os píons são vagamente retratados como bósons de Goldstone de simetria quiral quebrada espontaneamente. Isso explica por que as massas dos três tipos de píons são consideravelmente menores que as dos outros mésons, como os mésons escalares ou vetoriais. Se os seus quarks fossem partículas sem massa, isso poderia tornar a simetria quiral exata e, portanto, o teorema de Goldstone ditaria que todos os píons têm massa zero.
Na verdade, foi demonstrado por Gell-Mann, Oakes e Renner (GMOR) que o quadrado da massa do píon é proporcional à soma das massas dos quarks vezes o condensado do quark:
com  o condensado de quark. Isto é frequentemente conhecido como relação 
GMOR e mostra explicitamente que no limite de quarks sem massa. O mesmo resultado também segue da holografia Light-front.

### Bibliográficas
- Gerald Edward Brown e A. D. Jackson, The Nucleon-Nucleon Interaction, (1976) North-Holland Publishing, Amsterdã ISBN 0-7204-0335-9